# Circinella angarensis
Circinella angarensis är en svampart som först beskrevs av Schostak., och fick sitt nu gällande namn av Zycha 1935. Circinella angarensis ingår i släktet Circinella och familjen Mucoraceae.   Inga underarter finns listade i Catalogue of Life.